# Multinomická věta
Pro každé přirozené číslo m a každé nezáporné celé číslo n nám multinomická věta říká, jak vypadá součet m čísel umocněný na n-tou:
{\displaystyle (x_{1}+x_{2}+\cdots +x_{m})^{n}=\sum _{{}_{k_{1},\ldots ,k_{m}\geq 0}^{k_{1}+k_{2}+\cdots +k_{m}=n}}{n \choose k_{1},k_{2},\ldots ,k_{m}}x_{1}^{k_{1}}x_{2}^{k_{2}}\cdots x_{m}^{k_{m}}\,.}
kde
{\displaystyle {n \choose k_{1},k_{2},\ldots ,k_{m}}={\frac {n!}{k_{1}!\,k_{2}!\cdots k_{m}!}}}
se nazývá multinomický koeficient a jeho hodnotu lze chápat jako počet různých seřazení m druhů předmětů, {\displaystyle k_{i}} je počet předmětů i-tého druhu a {\displaystyle k_{1}+\cdots +k_{m}=n}.